# Explorers’ Monument

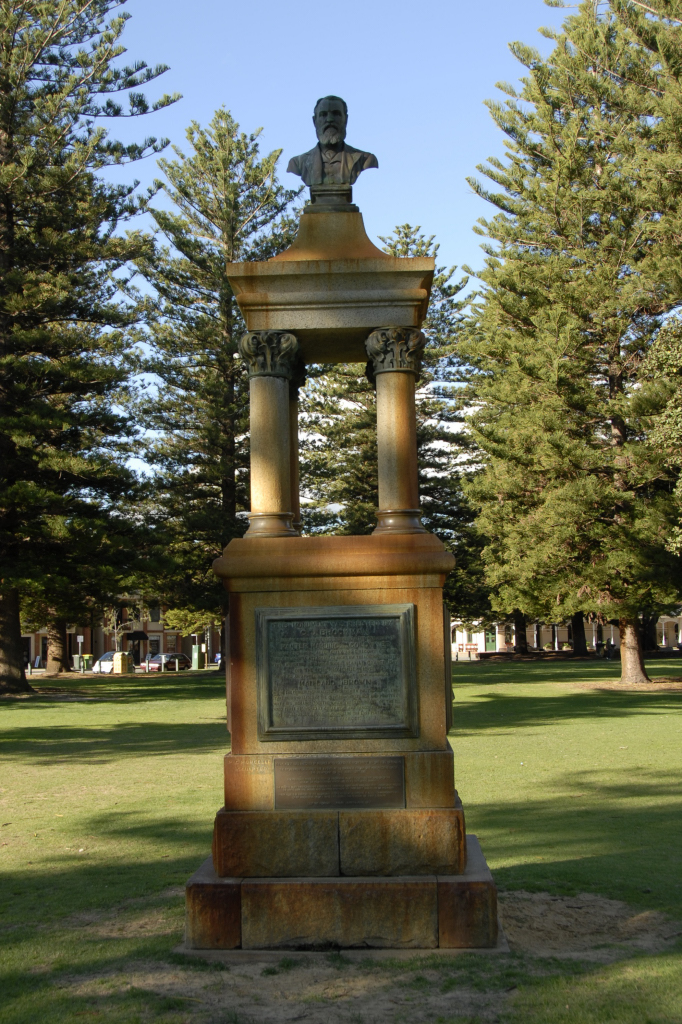
Das Denkmal im Jahr 2007

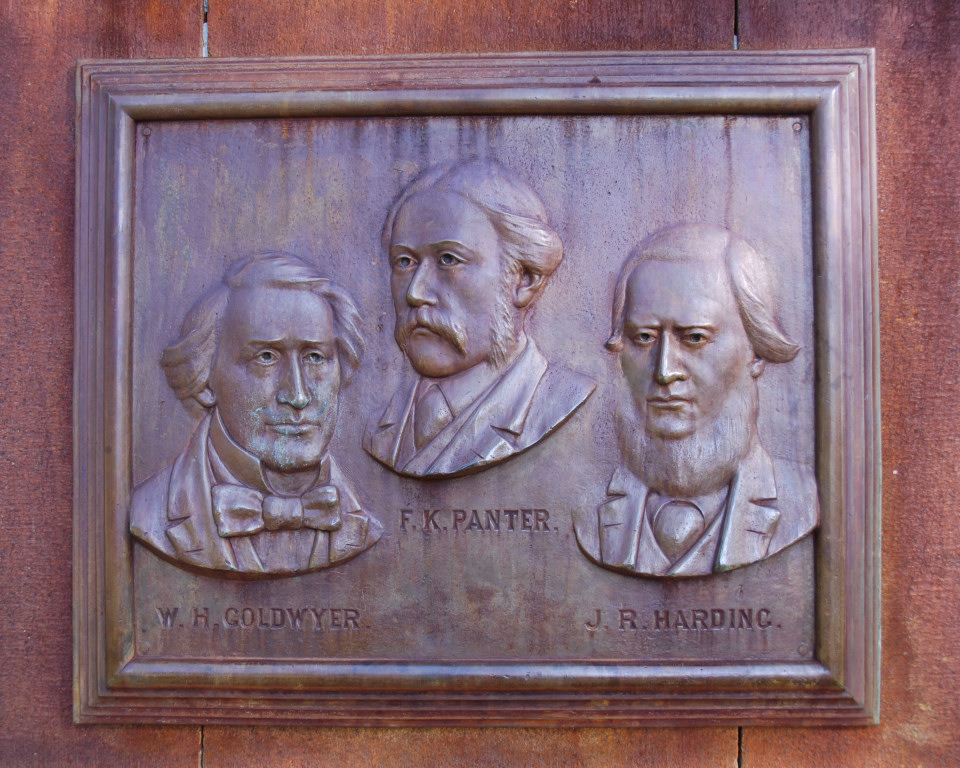
Detail des Denkmals mit Darstellungen von Frederick Panter, James Harding und William Goldwyer

Das  Explorers’ Monument (Entdeckerdenkmal) bzw. Maitland Brown Memorial (Maitland-Brown-Denkmal) ist ein 1913 enthülltes umstrittenes Denkmal in der Stadt Fremantle in Westaustralien, das auf Ereignisse im Jahr 1864 zurückgeht.

## Kurzeinführung
Das Denkmal wurde zum Gedenken an Maitland Brown (1843–1905) errichtet, einen Entdecker, Politiker und Viehzüchter im kolonialen Westaustralien. Es ist etwa sechs Meter hoch und besteht aus einer Kopf-Schulter-Büste von Maitland Brown, die auf einem Granitsockel steht, der mit Gedenktafeln für die drei Entdecker Frederick Panter, James Harding und William Goldwyer versehen ist. Die drei letztgenannten wurden 1864 von Aborigines getötet, als sie in der Kimberley-Region in Westaustralien auf Entdeckungsreise waren. Als die Männer nicht zurückkehrten, wurde Maitland Brown mit der Leitung der La-Grange-Expedition beauftragt, die nach dem Verbleib der vermissten Männer suchte. Browns Suchtrupp fand die Männer tot vor, aufgespießt, zwei von ihnen offenbar im Schlaf.

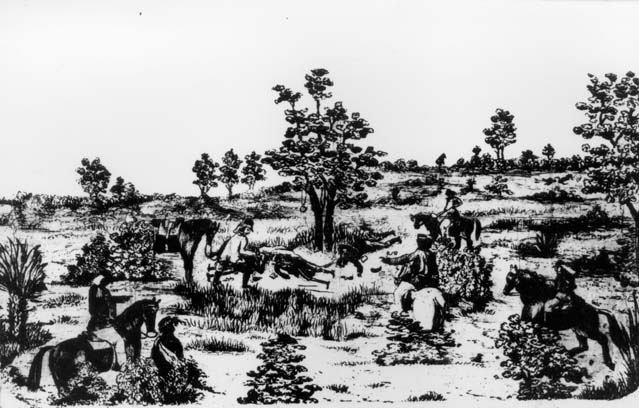
Entdeckung der menschlichen Überreste von Panter, Harding & Goldwyer aus Inquirer and Commercial News (1864)

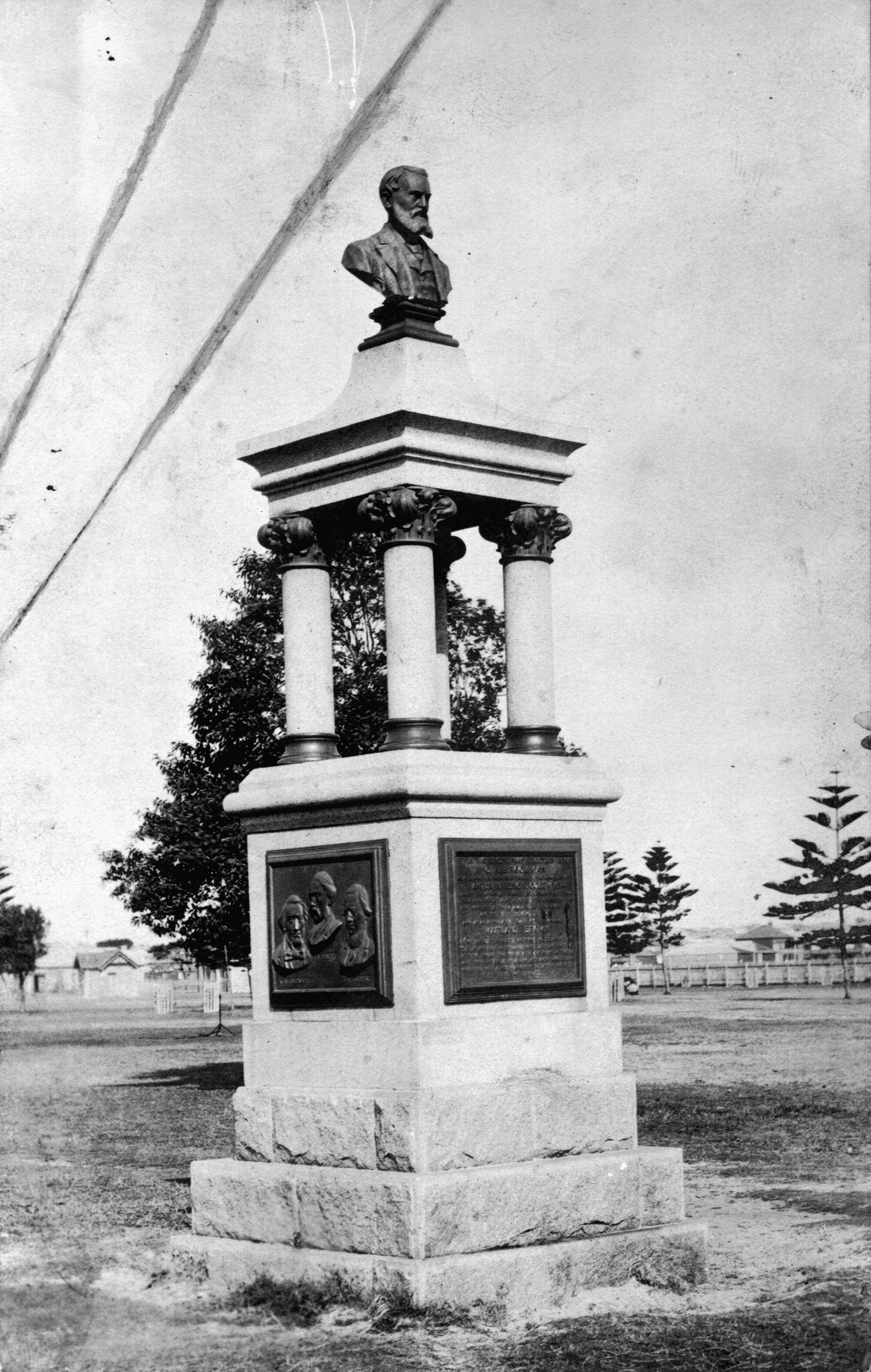
Das Denkmal in den 1920er Jahren

Kurz darauf wurde eine Reihe von Aborigines von Browns Trupp in einem höchst umstrittenen Vorfall getötet, der von Brown als ein durch einen Hinterhalt der Aborigines ausgelöstes Gefecht dargestellt wurde, seither aber oft als Strafmassaker der weißen Siedler an den Aborigines bezeichnet wird. Die Aborigine-Gemeinschaften sind seit langem der Ansicht, das Entdeckerdenkmal sei ein rassistisches Werk, das eine verzerrte Interpretation der Ereignisse in La Grange darstelle. Im Jahr 1994 wurde versucht, dieses Vorurteil durch die Anbringung einer zusätzlichen Gedenktafel am Denkmal zu korrigieren. Die neue Gedenktafel erinnert an alle Aborigines, die „während der Invasion ihres Landes“ starben (who died during the invasion of their country).
Mitarbeiter und Studenten der Murdoch University hatten zuvor Einwände gegen die Tafel erhoben, führten umfangreiche Untersuchungen durch und gewannen die Unterstützung der Aborigine-Gemeinschaften. Nach langen Verhandlungen mit dem Stadtrat von Fremantle kam man überein, eine zusätzliche Tafel anzubringen.
Die Sunday Times (Perth) berichtete am 9. Februar 1913 mit den folgenden Worten über das Ereignis der Errichtung des Denkmals:

„The monument erected to the memory of the late Mr. Maitland Brown, was unveiled at Fremantle yesterday afternoon by Sir John Forrest in the presence of the Mayor and councillors of Fremantle and a large assemblage of well known citizens. The memorial is situated near one of the entrances of the Fremantle Esplanade Park, and is in the form of a bust mounted on beautiful marble, looking out upon the water. It was erected by the late Mr. George Julius Brockman, and was designed and carried out by Mr. Pietro Porcelli, the well-known Fremantle sculptor. The monument has also been erected in memory of Messrs. Panter, Harding and Goldwyer who murdered by the blacks, and whose bodies were found by the late Mr. Brown.“

Das zum Gedenken an den verstorbenen Maitland Brown errichtete Denkmal wurde gestern Nachmittag in Fremantle von Sir John Forrest in Anwesenheit des Bürgermeisters und der Stadträte von Fremantle sowie einer großen Anzahl bekannter Bürger enthüllt. Das Denkmal befindet sich in der Nähe eines der Eingänge zum Fremantle Esplanade Park und hat die Form einer Büste auf schönem Marmor, die auf das Wasser hinausschaut. Es wurde von dem verstorbenen George Julius Brockman errichtet und von Pietro Porcelli, dem bekannten Bildhauer aus Fremantle, entworfen und ausgeführt. Das Denkmal wurde auch zum Gedenken an die Herren Panter, Harding und Goldwyer errichtet, die von den Schwarzen ermordet und deren Leichen von dem verstorbenen Herrn Brown gefunden wurden.

## Texte der Gedenktafeln

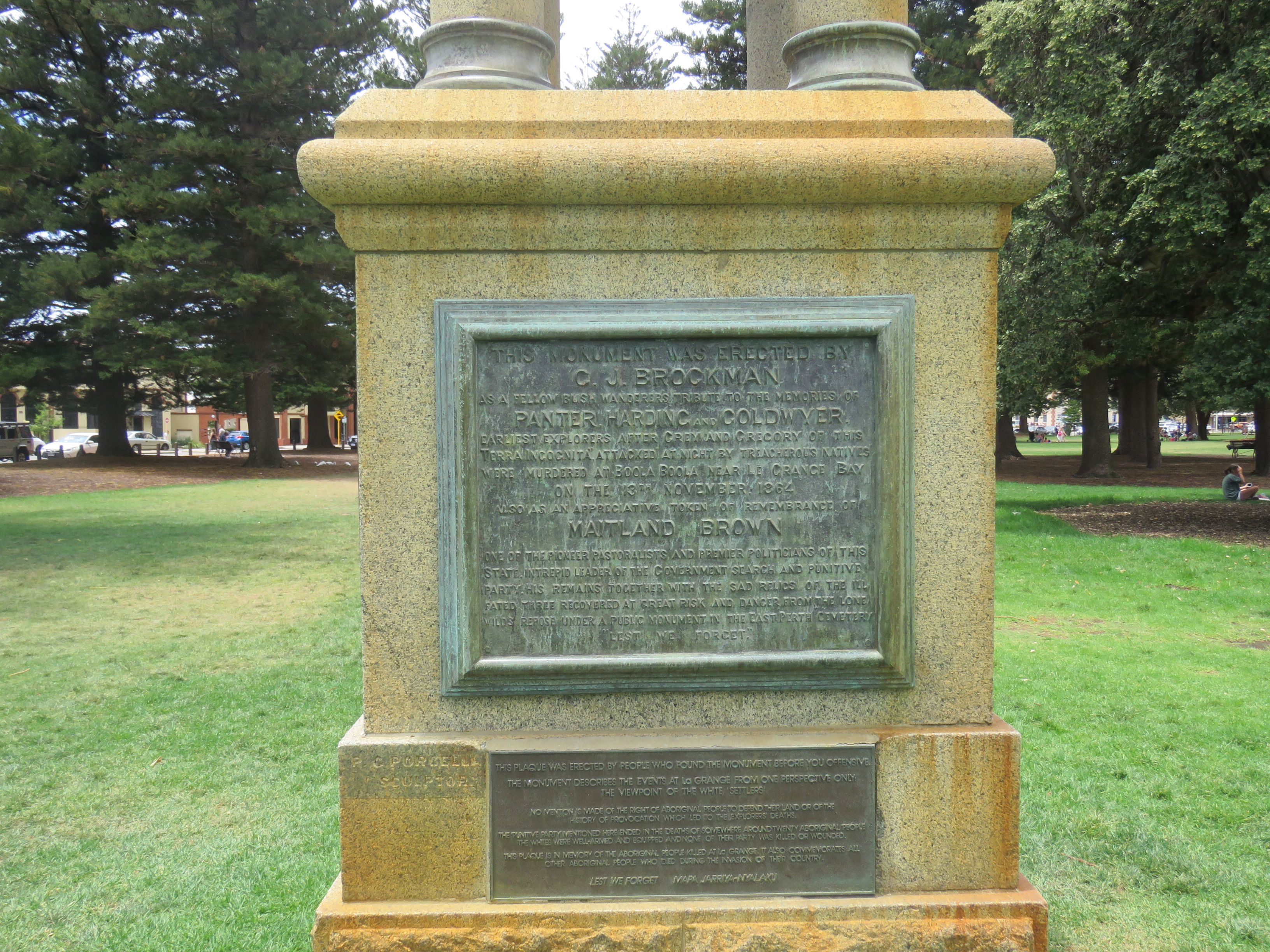
Tafeln am umstrittenen Explorers' Monument in Fremantle, Westaustralien, die versuchen, beide Teile der Geschichte zu erzählen.

### Ursprüngliche Gedenktafel (1913)
„This monument was erected by G. J. Brockman as a fellow bush wanderer's tribute to the memory of Panter, Harding and Goldwyer. Earliest explorers after Grey and Gregory of this "Terra Incognita" [this "unknown land"], attacked at night by treacherous natives, were murdered at Boole Boola near Le Grange Bay on the 13th November 1864. Also as an appreciative token of remembrance of Maitland Brown, one of the pioneer pastoralists and premier politicians of this state, intrepid leader of the government search and punitive party. His remains together with the sad relics of the ill fated three recovered at great risk and danger from the lone wilds repose under a public monument in the East Perth Cemetery "lest we forget."“

Dieses Denkmal wurde von G. J. Brockman als Tribut eines befreundeten Buschwanderers zum Gedenken an Panter, Harding und Goldwyer errichtet. Die frühesten Entdecker nach Grey und Gregory dieser „Terra Incognita“ [dieses „unbekannten Landes“], die nachts von verräterischen Eingeborenen angegriffen wurden, wurden am 13. November 1864 in Boole Boola nahe der Le Grange Bay ermordet. Auch als würdiges Zeichen des Gedenkens an Maitland Brown, einen der ersten Viehzüchter und führenden Politiker dieses Staates, den unerschrockenen Anführer der Such- und Bestrafungsgruppe der Regierung. Seine sterblichen Überreste und die traurigen Überreste der drei Unglücklichen, die unter großen Risiken und Gefahren aus der einsamen Wildnis geborgen wurden, ruhen unter einem öffentlichen Denkmal auf dem East Perth Cemetery, „damit wir nicht vergessen“.

### Zusätzliche Gedenktafel (1994)
„This plaque was erected by people who found the monument before you offensive. The monument described the events at La Grange from one perspective only: the viewpoint of the white 'settlers'. No mention is made of the right of Aboriginal people to defend their land or of the history of provocation which led to the explorers' deaths. The 'punitive party' mentioned here ended in the deaths of somewhere around twenty Aboriginal people. The whites were well-armed and equipped and none of their party was killed or wounded. This plaque is in memory of the Aboriginal people killed at La Grange. It also commemorates all other Aboriginal people who died during the invasion of their country. Lest we forget Mapa Jarriya-Nyalaku.“

Diese Gedenktafel wurde von Menschen angebracht, die das Denkmal vor Ihnen als anstößig empfanden. Das Denkmal beschreibt die Ereignisse in La Grange nur aus einer Perspektive: der Sicht der weißen „Siedler“. Das Recht der Aborigines, ihr Land zu verteidigen, oder die Geschichte der Provokationen, die zum Tod der Entdecker führten, werden nicht erwähnt. Die hier erwähnte „Strafaktion“ endete mit dem Tod von etwa zwanzig Aborigines. Die Weißen waren gut bewaffnet und ausgerüstet, und keiner von ihnen wurde getötet oder verwundet. Diese Gedenktafel erinnert an die in La Grange getöteten Aborigines. Sie erinnert auch an alle anderen Aborigines, die während der Invasion ihres Land starben. Damit wir nicht vergessen, Mapa Jarriya-Nyalaku.